# Acer buergerianum
L' auró de Buerger (Acer buergerianum) és una espècie d'arbre de la família de les sapindàcies que es troba a la Xina, el Japó i Taiwan.

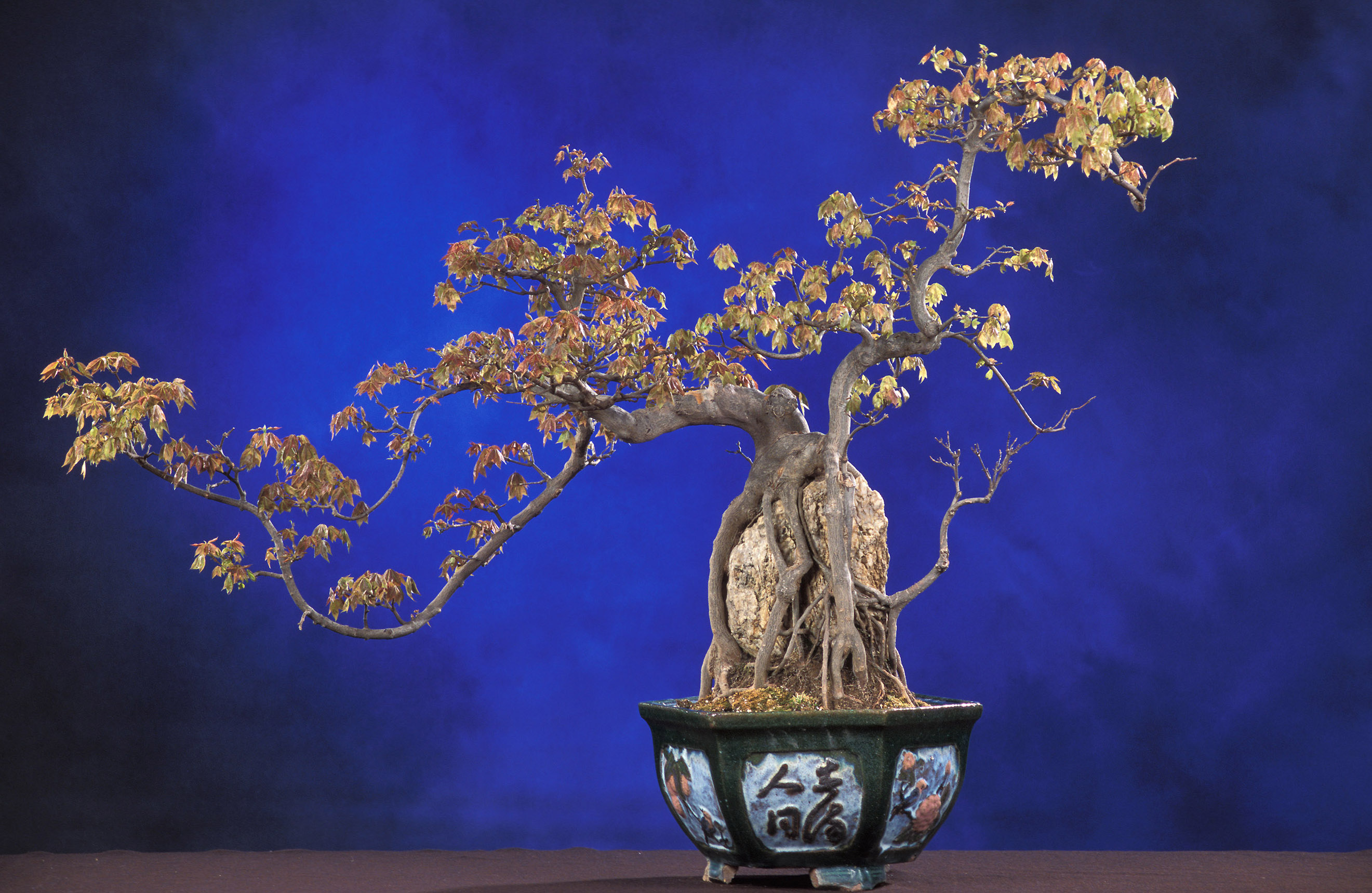
Bonsai dAcer buergerianum

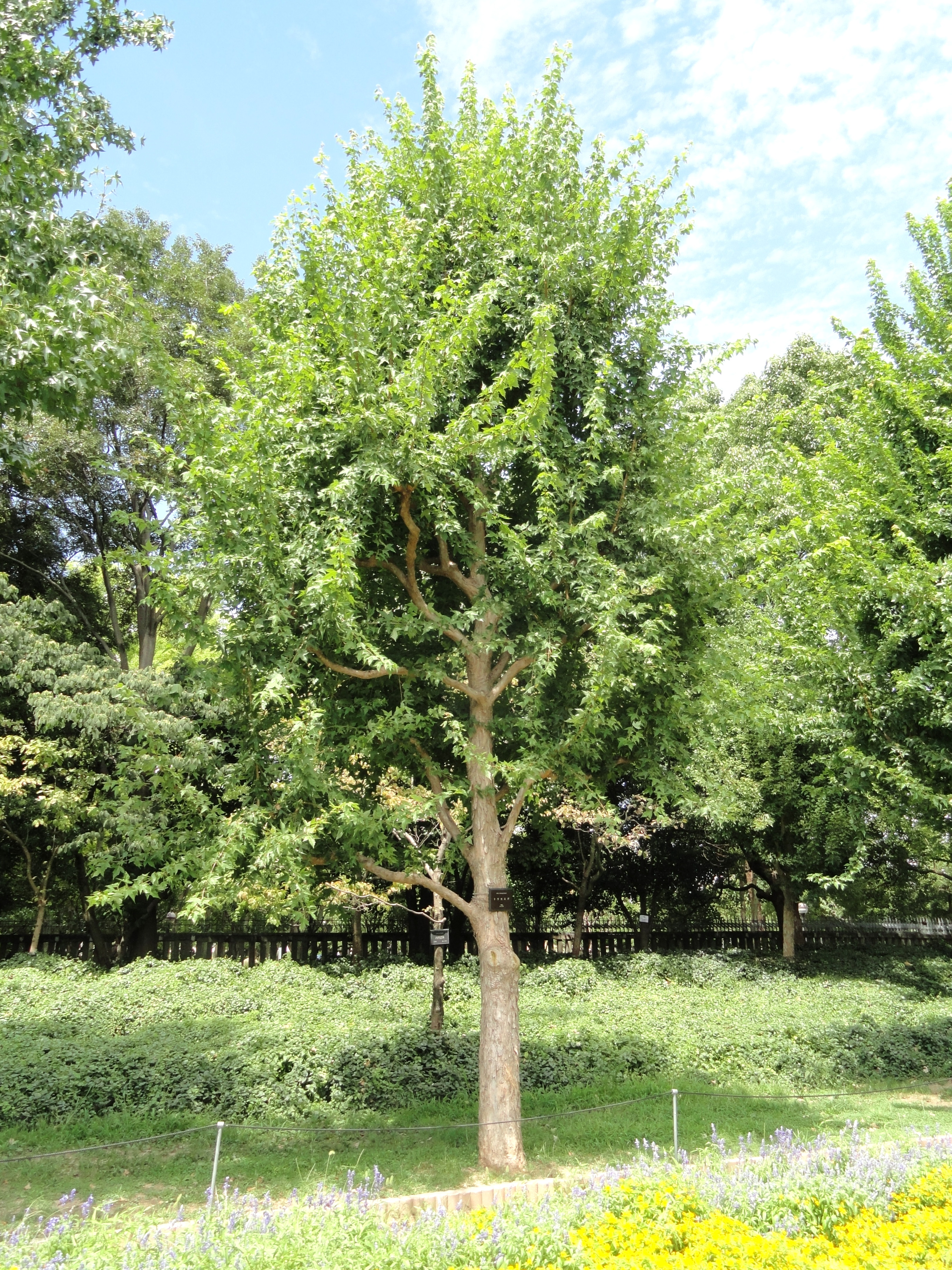
Vista de l'arbre

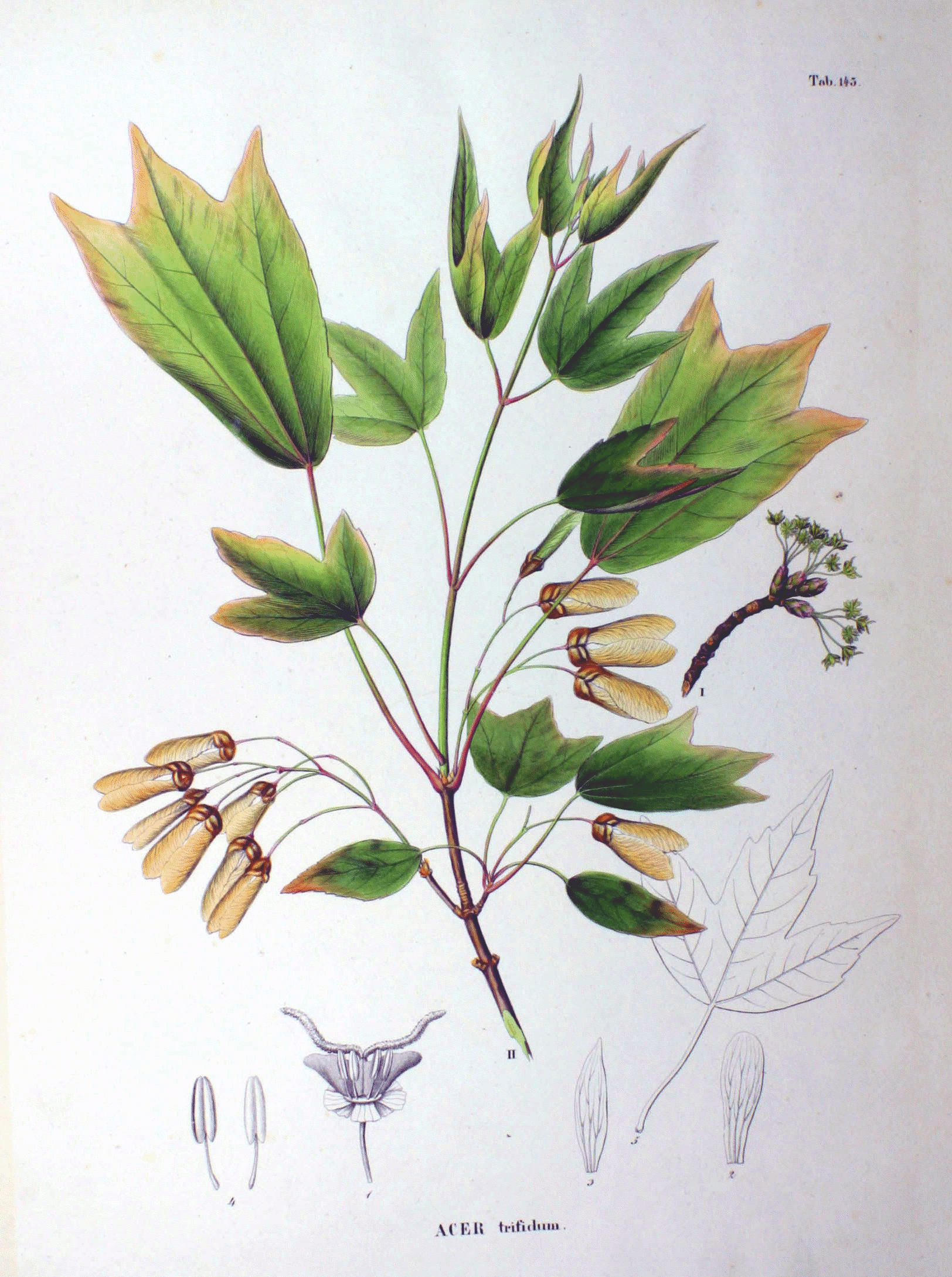
Il·lustració

## Descripció
És un arbre caducifoli de talla mitjana, essent fins i tot a vegades arbustiu, de capçada oberta i a vegades amb diversos troncs. L'escorça és de color castany-grisenca, rugosa; amb branquillons prims i gemmes el·lipsoides, de color marró. Fulles trilobades, de 3-10 × 4-6 cm, amb la base cuneada o arrodonida i els lòbuls triangulars, aguts, generalment de vora sencera. Són sovint penjants, de color verd brillant, glauques al revers, pubescents al llarg dels nervis. Pecíol de 3-6 cm de llarg. Inflorescències terminals, corimboses, pubescents, amb nombroses flors blanquinoses, molt petites, amb 5 pètals groguencs, d'uns 2 mm de llarg. 8 estams. Sàmares petites, paral·leles o convergents, d'uns 2,5 cm de longitud, de color castany groguenc.

## Taxonomia
Acer buergerianum va ser descrita per Friedrich Anton Wilhelm Miquel i publicada a l'Annales Museum Botanicum Lugduno-Batavi 2: 88, l'any 1865.

### Etimologia
- Acer: nom genèric procedent del llatí ǎcěr, -ĕris = (afilat), en referència a les puntes característiques de les fulles o a la duresa de la fusta que, suposadament, s'utilitzaria per a fabricar llances. Ja citat a, entre d'altres, Plini el Vell, 16, XXVI/XXVII, referint-se a unes quantes espècies d'Aurons.[2]
- buergerianum: epítet atorgat en honor de Heinrich Buerger (1804-1858), recol·lector de plantes al Japó per al govern Holanda.

### Sinonímia
- Acer buergerianum var. buergerianum
- Acer buergerianum var. horizontale F.P.Metcalf
- Acer buergerianum var. jiujiangense Z.X.Yu
- Acer buergerianum var. kaiscianense (Pamp.) W.P.Fang
- Acer buergerianum var. trinerve (Siesmayer) Rehder
- Acer buergerianum var. yentangense W.P.Fang & M.Y.Fang
- Acer lingii W.P.Fang
- Acer paxii var. ningpoense (Hance) Pax
- Acer subtrilobum (K.Koch) Koidz.
- Acer trifidum Hook. & Arn.
- Acer trifidum f. elobatum Kuntze ex Schwer.
- Acer trifidum var. kaiscianensis Pamp.
- Acer trinerve Siesmayer[3]